# Dictyssa fusca
Dictyssa fusca är en insektsart som beskrevs av Melichar 1906. Dictyssa fusca ingår i släktet Dictyssa och familjen sköldstritar. Inga underarter finns listade i Catalogue of Life.